# 柿木厚司
柿木 厚司 (かきぎ こうじ、1953年 - ) は、日本の実業家。
JFEホールディングス代表取締役社長CEO。

## 人物
茨城県出身。1972年、茨城県立水戸第一高等学校卒業。硬式野球部出身。高校の同級生にグローブシップ代表取締役社長の矢口敏和や日本野球機構理事の江幡秀則がおり、江幡とは野球部で共に汗を流した仲。
1977年東京大学経済学部を卒業後、川崎製鉄に入社。人事畑が長く、日本鋼管との経営統合では、統合作業の人事分野で中核を担った。
2007年、JFEスチール常務執行役員。2010年、専務執行役員。2012年、代表取締役副社長。2015年4月、代表取締役社長。同年6月、JFEホールディングス取締役。
2019年、JFEホールディングス代表取締役社長CEOに就任。